# 広島県道181号下御領新市線
広島県道181号下御領新市線（ひろしまけんどう181ごう しもごりょうしんいちせん）は、広島県福山市を通る一般県道である。

## 概要
福山市のうち、神辺町字下御領より駅家町を経て新市町へ至る路線である。

### 路線データ
- 起点：福山市神辺町字下御領（深安郡神辺町下御領[1]：国分寺前交差点、 国道313号交点、広島県道・岡山県102号下御領井原線起点）
- 終点：福山市新市町大字戸手（芦品郡新市町[1]：戸手高校入口交差点、国道486号交点、広島県道157号松永新市線終点）
- 重要な経過地：福山市駅家町[1]
- 実延長：12.268 km[注釈 1][注釈 2][1]
- 面積：102,176 m2[注釈 2][注釈 3][1]

## 歴史
明治期に島根県石見地方と大阪府を結ぶ石州街道という名称で「島根縣石見國濱田大森及銀山叉ハ當國三次庄原吉舎上下甲山府中宮内等ヨリ大阪府ニ達スルノ線路」の一部に位置付けられていた。

### 年表
- 1960年（昭和35年）10月10日 - 広島県告示第682号により広島県道52号下御領新市線として認定。
- 1972年（昭和47年）11月1日 - 広島県の県道番号再編により現行の県道番号に変更。
- 1975年（昭和50年）2月1日 - 沿線にあった芦品郡駅家町と深安郡加茂町が福山市に編入。
- 2003年（平成15年）2月3日 - 芦品郡新市町が福山市に編入。
- 2006年（平成18年）3月1日 - 深安郡神辺町が福山市に編入。これにより全線が福山市域で完結する路線となる。

## 路線状況
かつて本路線の新道として整備された国道486号に対し、旧道にあたるため、狭隘箇所の多い路線である。なお、国道486号のうち、神辺町字下御領「湯野口交差点」 - 字十九軒屋（じゅうくけんや）「十九軒屋（北）交差点」間は、国道昇格前に本路線単独のバイパス、「十九軒屋（北）交差点」以西は広島県道24号福山上下線（廃止）と重複のバイパスとして、都市計画道路駅家神辺線（産業道路駅家神辺線）に指定され、整備された。

### 通称・呼称
- 旧道（きゅうどう、きゅうみち）

並行する国道486号が新道であることに対し、その旧道であることや、旧古代山陽道を踏襲、並行する路線であることから呼ばれる。

### 重複区間
- 広島県道390号三谷神辺線（福山市神辺町字湯野 - 福山市神辺町字箱田）
- 広島県道393号粟根神辺線（福山市神辺町字箱田）
- 広島県道215号道上停車場中野線（福山市神辺町字道上）
- 広島県道392号中野駅家線（福山市駅家町大字万能倉）

### 道路施設

#### 橋梁
- 岩成橋（加茂川、福山市）

## 地理

### 通過する自治体
- 福山市

### 交差する道路
| 交差する道路                                                              | 交差する場所     | 交差する場所              |
| ------------------------------------------------------------------------- | ---------------- | ------------------------- |
| 国道313号 国道486号 重複 広島県道・岡山県道102号下御領井原線              | 神辺町字下御領   | 国分寺前交差点 / 起点     |
| 広島県道390号三谷神辺線 重複区間起点                                      | 神辺町字湯野     |                           |
| 広島県道390号三谷神辺線 重複区間終点 広島県道393号粟根神辺線 重複区間起点 | 神辺町字箱田     |                           |
| 広島県道393号粟根神辺線 重複区間終点                                      | 神辺町字箱田     | 梶久橋東詰交差点          |
| 広島県道215号道上停車場中野線 重複区間起点                                | 神辺町字道上     | 三ツ橋西詰交差点          |
| 広島県道215号道上停車場中野線 重複区間終点                                | 神辺町字道上     | 道上小学校入口交差点      |
| 国道182号 国道314号 重複                                                  | 神辺町字道上     | 雨宮池前交差点            |
| 広島県道391号加茂福山線                                                   | 御幸町大字上岩成 | 下加茂南交差点            |
| 広島県道392号中野駅家線                                                   | 駅家町大字万能倉 | 駅家陸橋北詰交差点        |
| 広島県道216号戸手停車場線                                                 | 新市町大字戸手   |                           |
| 広島県道462号百谷新市線                                                   | 新市町大字戸手   |                           |
| 国道486号 広島県道157号松永新市線                                         | 新市町大字戸手   | 戸手高校入口交差点 / 終点 |

### 交差する鉄道
- 福塩線（福山市新市町大字戸手）

### 並行する旧街道
- 旧古代山陽道

本路線とほぼ同じところを通っていたとされ、途中にある「駅家」という地名は奈良時代に宿駅があったことに由来。「古山陽道」ともいう。

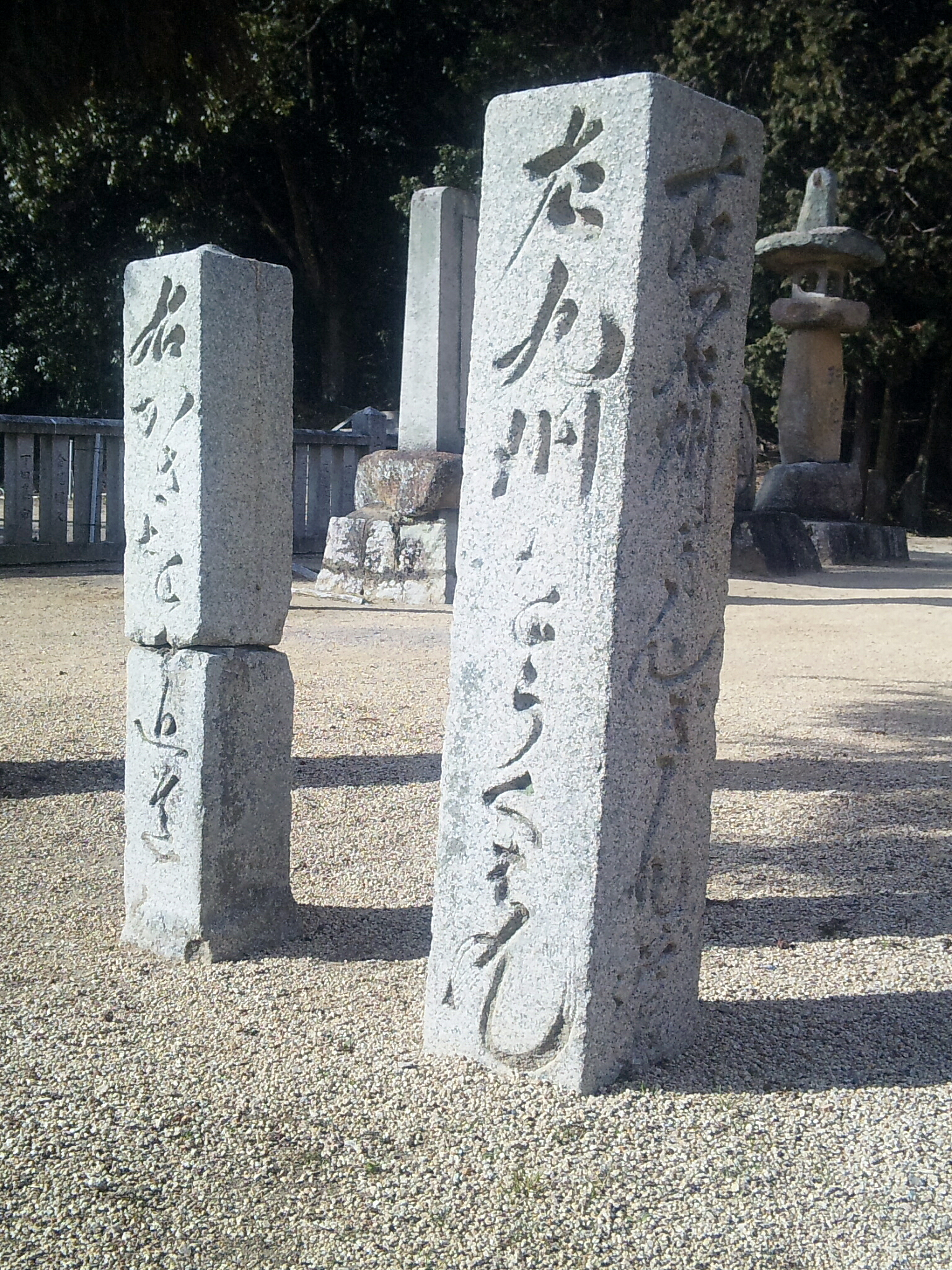
下御領八幡神社に移設された道標（神辺町字下御領）。
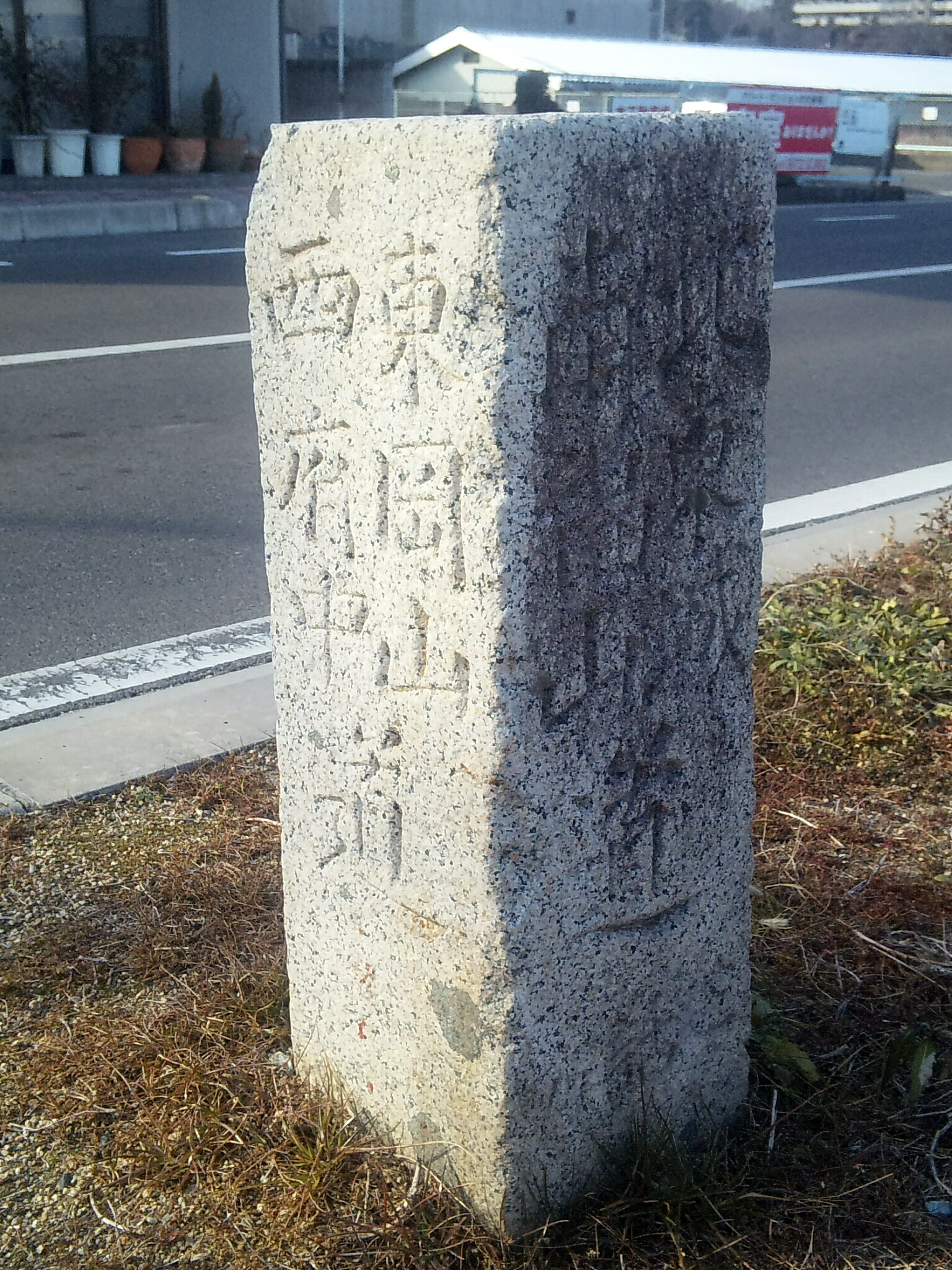
岩成橋西詰（四ツ角）の道標（御幸町大字上岩成）。

- 旧石州街道[2][5]

旧古代山陽道と重複。石見銀山（現在の島根県大田市）と備中国笠岡（現在の岡山県笠岡市）を結ぶ「石見銀山街道」としても使用されていた。

### 沿線
公共施設
- JR西日本福塩線
  - 道上駅（福山市神辺町字道上）
  - 万能倉駅（福山市駅家町大字万能倉）
  - 駅家駅（福山市駅家町大字倉光）
  - 近田駅（福山市駅家町大字近田）
  - 戸手駅（福山市新市町大字戸手）
  - 上戸手駅（福山市新市町大字戸手）
- 福山平成大学（福山市御幸町大字上岩成）
- 福山市北部図書館 （福山市駅家町大字近田）
- 福山市立戸手小学校（福山市新市町大字戸手）
- 広島県立芦品まなび学園高等学校（福山市新市町大字戸手）
- 新市クラシックゴルフクラブ（福山市新市町大字戸手）

名所・旧跡・観光地
- 備後国分寺（福山市神辺町字下御領）
- 堂々川砂留群（福山市神辺町字下御領、字西中条、字湯野）
- 新池・古池（福山市神辺町字道上）

池の真ん中に道路が通っており、本路線の北側が新池、南側が古池と分かれている。
- 岡山神社（福山市神辺町字道上）
- 正戸山（福山市御幸町大字上岩成）

戦国時代の丘城の跡。山頂には石槌神社と1930年（昭和5年）11月に昭和天皇が深安郡上岩成村（現在の御幸町大字上岩成）で行われた陸軍大演習を視察するために行幸したことを記念する石碑がある。なお、「御幸」という地名はこの昭和天皇の行幸に由来する。
- 素盞鳴神社（福山市新市町大字戸手）

毎年7月中旬に行われるけんかみこしで知られる神社。境内には相方城（新市町大字相方）の門が移築されている。
- 大佐山白塚古墳（福山市新市町大字戸手）